# Säterbodarna
Säterbodarna är en fäbod i sydsluttning längs Getryggen, strax öster om Stormo i Åsbygge färding, Leksands socken och kommun.
Säterbodarnas namn antas härlett ur att fäboden ursprungligen varit byn Sätras fäbodar. Den antas från början tillsammans med Pickbo varit en del av Stormo. Fäboden omtalas första gången 1775. Vid storskiftet på 1820-talet fanns här 11 nominati som delägare, alla med åker och 8 med stugor. Delägarna kom främst från Sätra, Norr Bergsäng, Hjortnäs och Västberg. Den sista fäbodvistelsen ägde rum 1930. Senare har Säterbo utvecklats till fritidsfäbod.